# Großsteingrab Roggentin
Das Großsteingrab Roggentin war eine mögliche megalithische Grabanlage der jungsteinzeitlichen Trichterbecherkultur bei Roggentin im Landkreis Rostock (Mecklenburg-Vorpommern). Es wurde im Jahr 1901 zerstört. Das Grab befand sich im nordöstlichen Winkel der damaligen Wegkreuzung Rostock–Petschow und Kessin–Neuendorf. Heute verläuft an dieser Stelle die A 19. Über Ausrichtung, Maße und Grabtyp liegen keine näheren Informationen vor. Nach einem Ortsakteneintrag wurde in diesem Grab eine verzierte Scherbe vom Unterteil einer Schale gefunden, die sich heute im Besitz des Kulturhistorischen Museums in Rostock befindet.